# Вільгельм Кемпф
Вільгельм Кемпф (нім. Wilhelm Kempff; 25 листопада 1895, Ютербог — 23 травня 1991, Позітано) — німецький піаніст і композитор.

## Біографія
Народився на околицях Берліна в родині директора королівської музики, органіста церкви Св. Миколая. Його дідусь також був органістом, а брат Георг став директором духовної музики в Ерлангенському університеті. Після домашнього навчання в ранньому дитинстві з дев'яти років займався в Берлінській вищій школі музики у Карла Генріха Барта, вивчав також композицію під керівництвом Роберта Кана.
Систематично концертував з 1917 року, а свій останній концерт дав у Парижі в 1981 році. Все життя гастролював в різних частинах світу. Так, з 1936 по 1979 роки він 10 разів відвідав Японію, за що невеликий японський острів назвали Кемп-Сан на його честь.
У 1924—1929 рр. очолював штутгартську консерваторію. Згодом вважав за краще викладати в рамках власних педагогічних структур — зокрема, з 1957 року вів курси в італійському містечку Позітано (після смерті Кемпфа викладацьку роботу продовжив його учень Ґергард Опіц).
Мав п'ятьох дітей. Донька Діана — письменниця.

## Творчість
Вільгельм Кемпф старанно записувався протягом шістдесяти років. До сих пір не втратили своє значення його платівки, де звучить музика Бетовена, Шумана, Брамса, Шуберта, Моцарта, Баха, Ліста, Шопена. Вільгельм Кемпф вперше здійснив повний запис сонат Франца Шуберта, і тим самим сприяв їхній популярності. Сонати Бетовена він останній раз переписав в 1964—1965 роках у зв'язку з впровадженням техніки стерео. Подібне ж сталося і з його записами концертів Бетовена: заради стерео-ефекту він перезаписав їх з Фердинандом Ляйтнером.
Камерна музика представлена в репертуарі Кемпфа спільно з Ієгуді Менухіним, П'єром Фурньє, Вольфґанґом Шнайдерханом, Паулем Грюммером та ін. Для своїх колег Кемпф був зразком почуття ритму.

## Значення
Розповідають, що коли Кемпф був у Фінляндії, композитор Ян Сібеліус попросив його зіграти 29-ю сонату Бетховена «Hammerklavier». Коли ж Кемпф закінчив, Сібеліус звернувся до нього зі словами: «Ні, ви грали це не як піаніст, Ви грали … як людина».